# Asker
Asker es un municipio en la provincia de Akershus, Noruega. Es parte del distrito tradicional de Viken y tiene una población de 93679 habitantes según el censo de 2020. Su centro administrativo es el pueblo de Asker. Asker es un suburbio de Oslo y fue establecido como municipio el 1 de enero de 1838.

## Información general

### Nombre
El municipio (originalmente la parroquia) tomó su nombre de la antigua granja de Asker, desde que la primera iglesia fue construida en el lugar. El nombre proviene del antiguo nórdico askar, plural de ask, que significa «fresno».

### Escudo de armas
El escudo de armas data de tiempos modernos, le fue otorgado el 7 de octubre de 1975. El escudo muestra sobre fondo verde tres troncos de árbol plateados que son armas parlantes. Los árboles son un tipo de sauce que es cortado cada año para proveer comida a los animales.

## Geografía
Asker es un lugar costero con muchas hermosas playas, pero es también un lugar de colinas y bosques. Es también importante por la jardinería. En Asker se encuentra Skaugum, residencia oficial del príncipe de Noruega. La primera tienda de IKEA fuera de Suecia abrió en Asker.

## Cultura
Aunque Asker es principalmente un municipio rural, la expansión de Oslo lo ha convertido en un suburbio de la capital. Por ende, muchas celebridades viven en el área. Asker es también el hogar de los Frisk Tigers, ganadores del campeonato de hockey noruego en 1975, 1979 y 2002. Asker SK es el mayor club deportivo de Noruega, este tiene una larga historia que se remonta hasta 1889.
Asker fue un baluarte de los Bagler, quienes lucharon contra los Birkebeiners durante la guerra civil en la época vikinga. Asker es también el hogar del Asker svømmeklubb, un club de natación. El club de fútbol femenino de Asker es la sede de muchas jugadoras internacionales, incluyendo cuatro que participaron en la Copa Mundial Femenina de Fútbol de 2007 en China.

## Política
A nivel de política el municipio de Asker está dominado por los conservadores. El alcalde es Lene Conradi, miembro del Høyre.

## Residentes destacados
| - Príncipe Haakon Magnus de Noruega - Princesa Mette-Marit de Noruega - Princesa Ingrid Alexandra de Noruega - Príncipe Sverre Magnus de Noruega - Tryggve Andersen (1866-1920), escritor - Nini Roll Anker (1873-1942), escritora - Dina Aschehoug (1861-1956), pintor - Lauritz Askvold, pintor - Harriet Backer (1845-1932), pintor - Arne Bendiksen (1926-2009), cantautor - Johan Bojer (1872-1959), escritor - Erik Bye (1926-2004), periodista, cantante - Jens Evensen (1917-2004), abogado, juez, político, ministro de comercio, experto internacional en derechos extraterritoriales, miembro de la Comisión de Derecho internacional, juez en la Corte Internacional de Justicia in La Haya | - Pål Arne Fagernes (1974-2003), boxeador y lanzador de jabalina - Hallvard Flatland, presentador de televisión - Arne Garborg (1851-1924), poeta, vivió en el lugar por un periodo - Einar Gerhardsen, primer ministro en tres periodos, 1945-1951, 1955-1963 y 1963-1965 - Erik Gjems-Onstad, Corte Suprema abogado. Formó parte del movimiento de resistencia en Noruega durante la Segunda Guerra Mundial. - Halvard Hanevold, medallista de oro olímpico en biatlón - Morten Harket, cantante en a-ha. - Vigdis Hjorth, autor - Anders Jacobsen - profesional - Anders Lange, politician (Fundador del Partido Progresista (FrP) - Wenche Myhre, cantante - Arild Nyquist(1938-2004), poeta, pintor, cantautor - Alf Prøysen (1914-1970), escritor/músico, vivió en Asker por un periodo - Valgerd Svarstad Haugland político, Partido Demócrata Cristiano - Dyre Vaa (1903-1980), escultor |

## Ciudades hermanadas
- Eslöv, Escania, Suecia
- Garðabær, Höfuðborgarsvæðið, Islandia
- Jakobstad, Länsi-Suomi, Finlandia
- Mapo-gu, Seúl, Corea del Sur
- Rudersdal, Región Hovedstaden, Dinamarca
- Tórshavn, Tórshavnar kommuna, Islas Feroe